# Dicranoloma brasiliense
Dicranoloma brasiliense är en bladmossart som beskrevs av Theodor Carl Karl Julius Herzog 1924. Dicranoloma brasiliense ingår i släktet Dicranoloma och familjen Dicranaceae. Inga underarter finns listade i Catalogue of Life.